# Scandale Facebook-Cambridge Analytica
Le scandale Facebook-Cambridge Analytica ou la fuite de données Facebook-Cambridge Analytica renvoie aux données personnelles de 87 millions d'utilisateurs Facebook que la société Cambridge Analytica (CA) a commencé à exploiter à partir du début de l'année 2014. Ces informations ont servi à influencer les intentions de vote en faveur d'hommes politiques qui ont retenu les services de CA et en particulier une plateforme logicielle dénommée « Ripon » créée par AggregateIQ. Même si la société Facebook s'est excusée, la valeur de ses titres boursiers a sensiblement décliné.
| Selon Facebook, nombre de personnes touchées par la fuite de données. Elles sont réparties par pays. Par exemple : - États-Unis : 70 millions - Royaume-Uni : 1 million - Canada : 0,6 million - Australie : 0,3 million |

## Historique

### Prémices
Début 2014, avec une autorisation spéciale de Facebook, pour une étude prétendument scientifique conduite par une start-up créée par un chercheur de Cambridge (Aleksandr Kogan), 50 à 60 millions de comptes Facebook sont, en deux à trois mois, illégalement « siphonnés ».

### L'année 2015
En juillet 2015, l'implication de Cambridge Analytica dans les primaires présidentielles du Parti républicain américain de 2016 est dévoilée.
Fin de 2015, quand un journaliste du Guardian interroge Facebook sur le fait que Kogan a partagé ses données avec Cambridge Analytica, le GAFA semble découvrir le problème. Facebook dit, après avoir appris ceci, avoir demandé à Cambridge Analytica de supprimer ces données, et a révoqué l'accès à l'API de Kogan. Facebook s'est contenté de croire sur parole Cambridge Analytica quand elle a dit avoir détruit ces données.
En décembre 2015, le journal The Guardian rapporte que l'homme politique américain Ted Cruz a utilisé les données de Cambridge Analytica, pour influencer des électeurs-clé (lesquels ignoraient, comme tous ceux qui ont fini par être spoliés de leurs données personnelles, que des sociétés exploitaient ces informations).

### L'année 2016
En 2016, avec des données illégalement captées par Kogan et vendues à Cambridge Analytica, le comité de campagne de Donald Trump semble avoir modifié les intentions de vote (ou provoqué l'abstention) d'un nombre suffisamment important d'électeurs-clé pour conquérir le pouvoir. Selon Christopher Wylie, début 2014, en deux à trois mois, il disposait déjà de 50 à 60 millions de profils individuels.
Molly Schweickert, alors responsable du numérique chez Cambridge Analytica (vice-présidente « Global Media ») était mi-mai 2017 invitée en Allemagne au Salon « d3con ». Ce salon se présente comme l'événement mondial de l'année sur les thèmes de la publicité et de la propagande utilisant les moyens numériques [« Programmatic Advertising »]. Il a rassemblé cette année là environ 1 500 participants. Sur la scène, Molly Schweickert y a expliqué durant près de 40 min, qu'avant le vote, les modèles élaborés par Cambridge Analytica (modèles croisant la base de données massive de l'entreprise avec les résultats des nouveaux sondages électoraux américains) ont aussi joué un double rôle déterminant dans la campagne de Trump. Ils ont aidé l'équipe de campagne à adapter quotidiennement ses choix de campagne, y compris le plan de déplacements du candidat Trump, mais ils ont aussi permis de mieux cibler les donateurs les plus à même de financer la campagne. Selon elle, CA a commencé à s'investir dans cette campagne en juin 2016 et s'est aussi appuyé sur l'API de Google Civic Information API.
En 2016 est annoncé la création d'un futur Partenariat sur l'IA ou Partnership on AI, dont le nom complet est Partnership on Artificial Intelligence to Benefit People and Society, une coalition, à but non lucratif, visant une régulation et une utilisation responsable de l'intelligence artificielle dans le monde.

### 2018, l'année des révélations

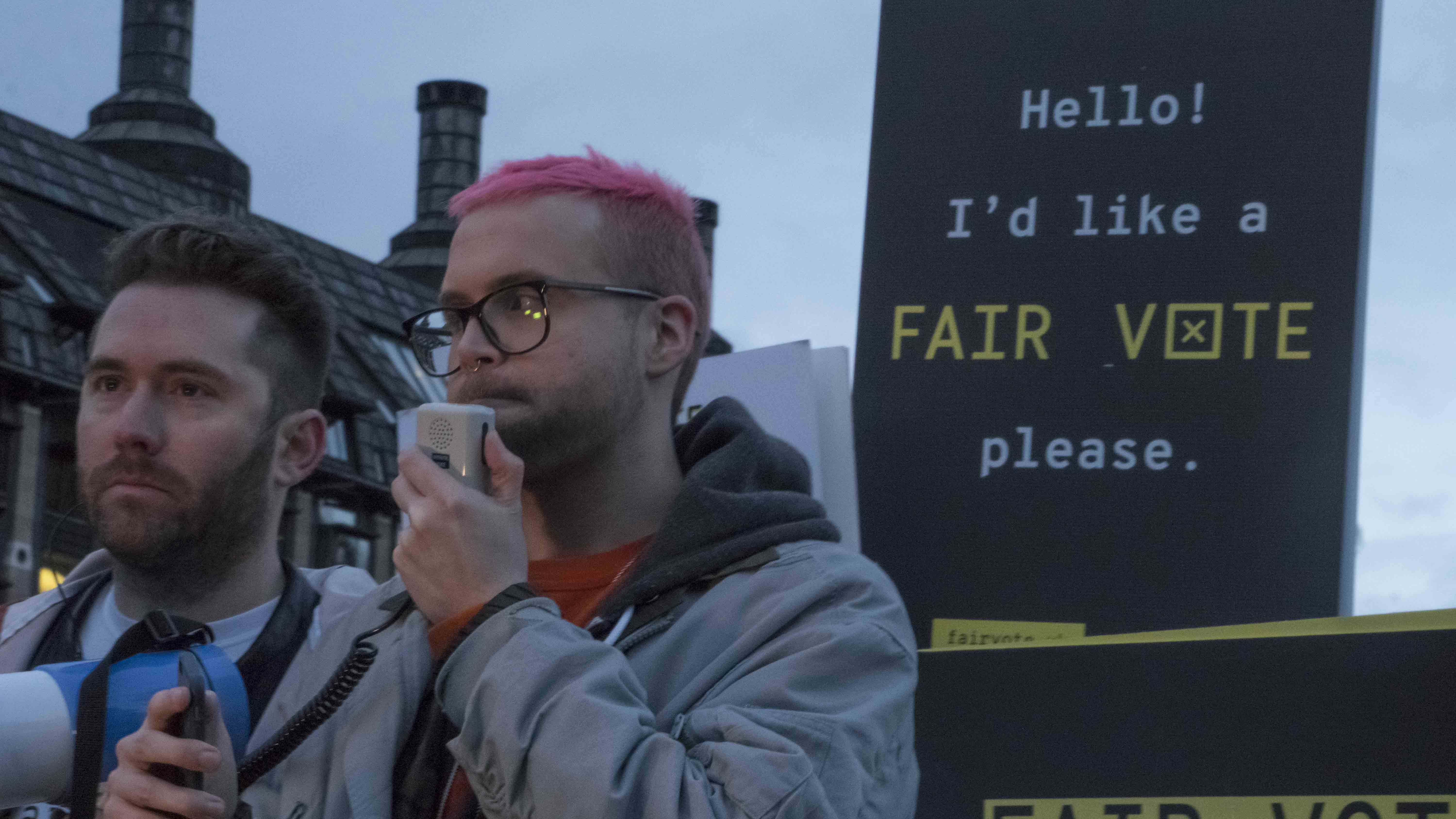
Le lanceur d'alerte canadien Christopher Wylie, ancien directeur de la Recherche chez Cambridge Analytica, plaidant ici contre le vote sous influence.

Les malversations entreprises par Cambridge Analytica et Aggregate IQ, pour le compte du Groupe SCL et de Steve Bannon, au profit de nombreux partis politiques (pour la plupart de la mouvance libertarienne de droite) n'ont pu être connues du public et de la justice que grâce aux révélations d'un lanceur d'alerte, ancien salarié de Cambridge Analytica : Christopher Wylie.
Celui-ci a d'abord souhaité être entendu par des représentants d'organismes de réglementation ou d'application de la loi. En premier lieu, Christopher Wilye a été conjointement entendu — début 2018, dans les bureaux d'un cabinet d'avocat à Londres —, par Elizabeth Denham, Commissaire britannique à l'information et à la vie privée, et par Michael P. McEvoy, Commissaire à l'information et à la protection de la vie privée de la Colombie-Britannique, chargé d'appliquer dans la province les lois sur la protection de la vie privée. 
C. Wylie leur a précisé la quantité de données volées sur Facebook, la rapidité d'acquisition des données personnelles, la nature de ces données et les échanges entre Facebook, Cambridge Analytica et des personnalités politiques qui avaient retenu les services de CA pour changer le cours d'élections ou de référendums en influençant les intentions de vote,.
Plusieurs semaines plus tard, mars 2018, The New York Times, The Guardian et Channel 4 News (la chaîne de ce nom aux États-Unis) rapportent plus de détails sur le vol des données de comptes facebook (plus de 80 millions de comptes piratés dont plus de 600 000 concernaient des internautes canadiens). Selon Christopher Wylie qui a décrit le fonctionnement du logiciel Ripon utilisé pour cela : « Sans Cambridge Analytica, il n'y aurait pas eu de Brexit ».

La base de données des informations volées par Cambridge Analytica a été envoyée au Canada à AggregateIQ (ou AIQ) basée à Victoria (Canada), société sœur de Cambridge Analytica (et qui a le même actionnaire principal : Robert Mercer). Cette société AIQ a créé une plateforme logicielle permettant d'agréger ces données personnelles à d'autres données, d'intérêt électoral, de manière à ensuite pouvoir psychologiquement manipuler les électeurs par le biais de messages les ciblant spécifiquement, en fonction de leur profil psychologique sur les réseaux sociaux.
Outre Christopher Wylie, plusieurs lanceurs d'alerte ayant travaillé chez Cambridge Analytica, ont révélé qu'au moins 4 partis pro-Brexit ont agi de concert. AggregateIQ a reçu environ 3,5 millions de livres sterling de quatre groupes de campagne pro-Brexit (Vote Leave, BeLeave, Veterans for Britain et le Parti unioniste démocrate ou DUP pour Democratic Unionist Party d'Irlande du Nord) pour influencer l'opinion publique, via les réseaux sociaux, en faveur du Brexit.

AIQ aurait été recommandé à Vote Leave (le groupe officiellement leader de la campagne pour le Brexit) par Darren Grimes, un jeune militant qui venait de créer un groupe de jeunes « brexiteurs » : BeLeave. En fin de campagne, Leave.EU a de plus contourné son « plafond légal de dépenses » en dépensant près d'un million de livres pour cibler des électeurs afin de rendre le Brexit désirable à leurs yeux et pour manipuler l'opinion publique en faveur de la sortie du Royaume-Uni de l'Union Européenne.
Selon Wylie, la société Cambridge Analytica, dans le cadre du Brexit n'a pas agi seule : « sans AggregateIQ, le camp du 'Leave' n'aurait pas pu gagner le référendum, qui s'est joué à moins de 2 % des votes »,.
Le 17 avril 2018, la société Facebook admet en outre, recueillir des données sur les internautes, qu'ils soient enregistrés ou non sur le site, et même s'ils naviguent sur d'autres sites.
Au Royaume-Uni, Arron Banks, le riche donateur qui a le plus financé la campagne pro-Brexit et s'est personnellement impliqué dans la campagne, a reconnu devant la Commission électorale parlementaire anglaise chargée d’enquêter sur les manipulations de la campagne pour le Brexit, avoir eu 2 ou 3 réunions avec Cambridge Analytica et s’être demandé à propos de leur offre si elle pourrait faire un « outil de messagerie » utile pour l’UKIP ».
En octobre 2018, le groupe de Mark Zuckerberg est condamné à une amende de 500 000 livres (565 000€) par le gendarme britannique des données personnelles (l'Information Commissioner's Office, ICO). C'est l'amende la plus élevée que pouvait infliger à cet organisme, bien que son montant soit essentiellement symbolique.

### L'année 2019
Selon M.P MacEvoy (fin 2019), l'histoire rapportée par Wylie « était radicale et choquante dans son ampleur ». Après deux années d'enquêtes au Royaume-Uni et au Canada, MacEvoy qualifie cette affaire de : 

« violation de données la plus notoire au monde (...) La violation de Facebook/Cambridge Analytica a, sans aucun doute, ébranlé la confiance du public dans notre système de campagne politique démocratique. »

En juillet 2019, la FTC (Federal Trade Commission), l'autorité fédérale de régulation du commerce, inflige une amende de 5 milliards de dollars $ (4,48 milliards d'euros) à Facebook pour ne pas avoir su protéger les données personnelles de ses utilisateurs. Cette amende est la plus importante jamais infligée par la FTC.

### Post 2019
L’amende de 5 milliards de dollars imposée l’été 2019 par l’agence américaine de protection des consommateurs, la FTC (Federal Trade Commission), à Facebook est validée le 23 avril 2020 par un juge. C’est une décision « historique », a estimé le président de la FTC, Joe Simons.
Fin 2021, le groupe Facebook est renommé "Meta", annonce qui intervient alors que l’entreprise fait toujours face à de multiples accusations.
En décembre 2022, le scandale Cambridge Analytica conduit Facebook à convenir de verser la somme de 725 millions de dollars afin de clore un litige en action collective qui avait été engagé en 2018. Il est important de souligner que dans le cadre de cet accord, Facebook n'a pas admis avoir commis une infraction. Les avocats de la défense ont affirmé que les 725 millions de dollars proposés dans cet accord représentent le montant le plus élevé jamais versé par Facebook pour mettre fin à un litige en action collective lié à la protection des données personnelles.

## Épilogue, et renaissance sous forme d'Emerdata et d'autres clones?

### Faillites en série
Le 2 mai 2018, la société Cambridge Analytica se déclare en faillite. Selon un communiqué de Cambridge Analytica : « Au cours des derniers mois, Cambridge Analytica a fait l'objet de nombreuses accusations infondées et […] elle a été calomniée pour des activités qui non seulement sont légales, mais aussi largement acceptées comme faisant partie intégrante de la publicité en ligne dans les domaines politique et commercial”, dénonce l'entreprise, qui ajoute que “la couverture médiatique a éloigné presque tous [ses] clients et fournisseurs ».
La société annonce cesser immédiatement toutes ses activités, et confie sa liquidation à Crowe Clark Whitehill LLP, chargé d'agir en tant qu'administrateur indépendant de Cambridge Analytica. La société précise qu'en outre, des procédures parallèles de faillite seront bientôt engagées au nom de Cambridge Analytica LLC et de certaines des filiales américaines de la société devant le tribunal des faillites des États-Unis pour le district sud de New York.
Sa société mère (SCL Elections, filiale de SCL Group.) et la plupart de ses filiales se déclarent également insolvables.

### Devenir desdonnées sensiblesgérées par AggregateIQ?
Cambridge Analytica avait assuré en 2015 à Facebook avoir détruit ces données, mais on sait par les lanceurs d'alerte que la base de données avait été envoyée au Canada à AggregateIQ, et que ces données ont ensuite été utilisées pour influencer plusieurs élections américaines et le référendum qui a abouti au Brexit.
Après publication du communiqué annonçant les mises en faillites, le New York Times se demande « qui conservera la propriété intellectuelle des fameux profils psychographiques des électeurs établis en partie grâce à des données récupérées auprès de Facebook » et se demande « si l'activité d'extraction de données de Cambridge Analytica ne va pas réapparaître sous de nouveaux auspices ».
Damian Collins (président du comité parlementaire britannique chargé des violations de données, et ancien Président de l'« Oxford University Conservative Association »), interrogé par The Guardian, a exprimé sa crainte que la fermeture de Cambridge Analytica puisse entraver l'enquête sur l'entreprise.

### Renaissance du groupe SCL sous d'autres noms?
Sans évoquer explicitement la faillite frauduleuse (le Courrier international, par exemple, parle d'« une vraie fausse faillite »), certains observateurs estiment que ces faillites en série cachent un simple changement de nom. En effet, presque tous les membres fondateurs et de la direction se regroupent dans le même temps au sein d'une autre société, Emerdata, fondée par la même société-mère (mais qui survit à la disparition de cette dernière).

En outre, selon le registre officiel des entreprises et des organisations du Royaume-Uni (Companies House), Emerdata Limited, a son siège social dans les bureaux qui étaient ceux de SCL Elections. On y retrouve Alexander Nix comme administrateur, avec d'autres dirigeants du groupe SCL. Ses investisseurs (filles du milliardaire Robert Mercer) sont à peu près les mêmes que ceux de Cambridge Analytica.
Emerdata se décrit de manière très floue, comme organisation « de traitement, d'hébergement et d'activités connexes », mais elle a récupéré les algorithmes et les bases de données de Cambridge Analytica (et son fichier-clients), sans préciser ce qu'elle comptait en faire. Le personnel et les compétences d'Emerdata chevauchent nettement celles de Cambridge Analytica,,,.
Selon David Carroll, Emerdata a été créée pour subrepticement protéger les entreprises disparues du groupe SCL contre les poursuites judiciaires. D. Caroll est Professeur agrégé de droit (et spécialiste dans le domaine du design de l'information) à l'université de New York, et lanceur d'alerte. C'est le Personnage qui sert de fil conducteur au documentaire The Great Hack : l'affaire Cambridge Analytica ; Caroll a en 2017 demandé à Cambridge Analytica de lui fournir le « dossier » qu'elle détient sur lui, puis faute de réponse satisfaisante, il a le 16 mars 2018, déposé une plainte contre Cambridge Analytica, espérant « obtenir de la justice britannique l'intégralité de ces informations afin de mieux comprendre les conclusions auxquelles cette société a abouti à mon sujet et comment elle a pu s'en servir »).
Cependant, le devenir d'AggregateIQ n'est pas clair, cette entreprise-sœur de Cambridge Analytica, basée à Victoria au Canada (autrefois présentée par le site internet de Cambridge Analytica comme sa filiale au Canada) semble être restée opérationnelle bien que ses bureaux aient déménagés. Elle a affirmé ne pas avoir de liens avec Cambridge Analytica devant le « Comité d’éthique de la Chambre des communes canadienne » (mobilisé car parmi les 87 millions d’utilisateurs Facebook, spoliés de leurs données personnelles, environ 622 000 étaient des Canadiens) ; ce à quoi Wylie a répondu, ironique : « Je ne sais pas comment on peut faire du ciblage si on n’a pas accès à la base de données ».
D'anciens cadres impliqués chez Cambridge Analytica, créent (en juillet 2018) Auspex International, une entreprise basée à Chalvington (Royaume-Uni), destinée à influencer la politique et la société en Afrique et au Moyen-Orient.
Une troisième entreprise, Data Propria (société d'analyse de données crée en mai 2018), reprend plusieurs employés de Cambridge Analytica, dont l'ancien chef de produit, Matt Oczkowski, et son ancien chef de données scientifiques, David Wilkinson notamment,. Ils travailleraient déjà à une tentative de réélection de Donald Trump, selon le Huffington Post.

### Vidéographie
- (en-GB) Carole Cadwalladr, Mustafa Khalili Charlie Phillips Marc Silver Ash Jenkins Jess Search Sandra Whipham et Oliver Rivers, « Cambridge Analytica whistleblower: 'We spent $1m harvesting millions of Facebook profiles' – video », sur The Guardian, 17 mars 2018 (ISSN 0261-3077, consulté le 10 mars 2021).